# Prix Hutter
Le Prix Hutter est décerné par le scientifique allemand Marcus Hutter depuis le 6 août 2006 aux chercheurs ayant réussi à faire évoluer la compression de données en établissant un record sur le large text benchmark de Matt Mahoney.

## Attribution
Le prix Hutter est attribué à un chercheur proposant un fichier compressé et un décompresseur permettant de reconstituer à l'identique un dump de cent mégaoctets (108 octets) de la version anglaise de Wikipédia (enwik8) et établissant un nouveau record de ratio de compression avec une amélioration d'au moins un point par rapport au précédent record (le record initial étant celui de Matt Mahoney à 18 324 887 octets, avec le compresseur PAQ8F).
La décompression doit durer moins de dix heures et nécessiter au maximum 1 gibioctet de mémoire vive.
L'attribution est décidée conjointement par Marcus Hutter, Matt Mahoney et Jim Bowery.

## Lauréats
- 25 septembre 2006 : Alexander Ratushnyak, avec un fichier compressé de 17 073 018 octets
- 14 mai 2007 : Alexander Ratushnyak, avec un fichier compressé de 16 481 655 octets
- 19 août 2009 : Alexander Ratushnyak, avec un fichier compressé de 15 949 688 octets

Certains chercheurs ont réussi à battre ces records sur le large text benchmark, notamment Dmitry Shkarin, sans toutefois répondre à tous les critères d'attribution du prix.

## Intérêt
Le prix Hutter est assorti d'une prime de 500 euros par point gagné sur le taux de compression.
Ses organisateurs espèrent ainsi motiver la recherche dans le domaine de la compression de donnée, car ils sont convaincus que la compression de donnée et l'intelligence artificielle se rejoignent et que compresser du langage naturel est équivalent à passer le test de Turing.